# تیگران پالولیان
تیگران پالولیان ( انگلیسی: Dickran Palulian؛ زادهٔ ۱۹۳۸) تصویرگر و عکاس ارمنی‌تبار اهل ایالات متحده آمریکا است که آثاری برای اسپورتس ایلاستریتد تهیه می‌کند از جمله: نسخه سالگرد نقره‌ای آنها. در میان بسیاری از دستاوردهای قابل‌توجه وی می‌توان به گرفتن عکس مری لو رتون پس از کسب چندین مدال طلا در بازی‌های المپیک تابستانی ۱۹۸۴ اشاره کرد که بر روی جعبه ویتس استفاده شده‌است.

## زندگی‌نامه
وی در ۱۹۳۸ در به دنیا آمد 